# Tromba Trem: O Filme
Tromba Trem: O Filme é um filme de animação brasileiro de 2022, dirigido e criado por Zé Brandão, escrito por Débora Guimarães e Pedro Vieira, e produzido pela Copa Studio. Derivado da série de televisão Tromba Trem, o elenco de vozes conta com Roberto Rodrigues, Luca de Castro, Maíra Kesten, Elisa Lucinda, Caíto Mainier, Ed Gama e Marisa Orth.

## Sinopse
Gajah é um elefante desmemoriado que é alçado do anonimato para o status de celebridade da noite para o dia. Ele acaba se afastando de seus antigos companheiros de viagem no Tromba Trem. Sua fama possui um curto tempo, pois ele se torna o principal suspeito de uma série de raptos misteriosos. Para desvendar esse mistério, ele terá que contar com a ajuda de seus antigos amigos de antes da fama: um grupo de cupins obstinados que moram em uma colônia e Duda, uma tamanduá vegetariana.

## Elenco
| Roberto Rodrigues | Gajah                                    |         |              |
| Maira Kesten      | Eduarda Tamanduá Bandeira e Silva (Duda) |         |              |
| Luca de Castro    | Capitão Cupim                            |         |              |
| Elisa Lucinda     | Rainha Cupim                             |         |              |
| Marisa Orth       | Mirella Miramontes                       |         |              |
| Hugo Souza        | Junior                                   |         |              |
| Caito Mainier     | Silas (diálogos)                         |         |              |
| Luiz Carlos Persy | Silas (canções)                          | Ed Gama | Calango Leso |
| Beto Vandesteen   | Prefeito Capivara, Mestre Urubu          |         |              |

## Produção
A produção de um longa-metragem da franquia Tromba Trem foi anunciada em 2014 quando a primeira versão do roteiro já estava escrita, juntamente com o anúncio da terceira temporada da série de televisão, e a previsão de lançamento era para 2016. Em janeiro de 2021, a Copa Studio anunciou em suas redes sociais os trabalhos de finalização da produção.

## Lançamento
Em outubro de 2021, foi divulgado o primeiro trailer do filme. Após uma série de adiamentos por conta dos protocolos de segurança contra a pandemia de COVID-19, a data de lançamento do filme finalmente foi marcada para 3 de fevereiro de 2022 com distribuição nacional da Vitrine Filmes, a qual usa seu novo selo, Manequim Filmes.
Em março de 2022, O filme foi adiado em 9 de junho de 2022 devido a pandemia de COVID-19 pela Manequim Filmes. Foi lançado em 8 de setembro de 2022.